# Радинград
Ра̀динград е село в Североизточна България. То се намира в община Разград, област Разград.

## География
Село Радинград се намира на 7 км от град Разград. Намира се на височините над долината на река Бели Лом, на 6 км източно от областния град Разград. Землището му лежи върху баренски варовици. Покрито е главно с чернозем и сиви горски почви.
В източния край се намира рекичката Чанаджик, която води началото си от местността Чанаджик, преведено на български – Паниците. Рекичката води началото си от чешмата Чанаджик. Тук се образува малка, но добре оформена седловина. В нейното начало се намират два карстови извора. Тази рекичка, минава покрай чешмата Йени чешме – Новата чешма. Рекичката тече в посока запад и се влива в река Бели Лом, югозапад в края на село Ушинци. Тя служи за разделяне на землището на с. Радинград, от това на с. Мортогоново. Тя събира водите на чешмите Чанаджик, Йени чешме и на малката чешма в югозападния край на земилището назована пак с турското име Кеневир чешме – Конопената чешма. Тук селяните от селото са си топили конопа, и след това го обработвали на влакно, с помощта на дървен уред наречен мелца.

## История
На 70 градуса североизточна посока от сегашното село Радинград на разстояние един километър се намира древното селище Калайджи. То е съществувало преди 5 хилядолетия преди новата ера. Селището е разположено на височината при водоизточника Чанаджик чешме. Оттук жителите му се снабдявали с питейна вода.
Благоприятното място за живот е привличало заселници и през по-късните епохи.
През II и III век на новата ера, на около 200 метра северозападно от него е съществувало неголямо тракийско селище. От неговия некропол се виждат 7 надгробни могили. Най-голямата е с височина 8 метра. Също в северозападна посока от него, се разстила землището на село Радинград, което заема площ в диаметър три километра.
Отначало на селището съществувало през времето на халколита в пето хилядолетие на новата ера. Проучването на същото се извършва на пет хоризонта. Тук селищата заемат форма на неправилен правоъгълник, близки до квадрат. Около тях е била изградена укрепителна система. Селището се пресича от две прави улици ориентирани север-юг и изток-запад. Те го разделят на четири сектора. Има и трета улица, която е свързващо звено между жилища в южната половина на селището.
Най-разпространеният класически начин на жилища е с набити вертикални колове, преплетети с пръти и замазани с глина примесина със слама.
Тук са открити следи от две укрепителни системи. Обслужващи съответно хоризонтите на стоежите. На върха на всяко скосяване има порта или общо четири, по посоките на света.
Източната порта е извеждала съм питейния източник и земеделските терени. Западната порта е извеждала към некропола. Северната е имала ограничена функция, като през нея е ставало изхвърлянето на сметта.
Жителите на това селище се занимавали със земеделие и скотовъдство. Отглеждали са главно двузърнест лимец и ечемик. Познавали са и бобовите растения. За производство на зърнени храни са използвани площите главно по поречието на Чанаджик дере. Оръдията на труда са каменна мотика, еленови рогове и кремъчни ножове.
При обработване на почвата са използвали колове, които откъртвали чимове и същите се натрупвали от жените и децата на специални места.
В скотовъдството са отглеждали волове, крави и главно свине. Развит е бил ловът. Обект на лова са били дивите свине, елени, сърни, мечки и др. Той е играл важна роля за доставкита на месо. Жителите на това селище са живели в каменно-медната епоха. И затова оръдията им на труда са били предимно направени от камъни и мед. На теслите и чуковете са прикрепвали дървени дръжки, залепени със смола. За мелене на зърно са използвали хромелите, познати и в наши времена. Обработвали са и кремъка, от който са изработвали боздугани и др.
Хората в това селище са живели в родове от десет до шестнадесет души.
Позната е била и скулптурата. Най-вече са изработвани женски фигурки, тъй като женският образ е символ на плодородието.
Имало е и духовен живот. Редица божества са свързани с образа на жената. Познат е бил и кръста, осолено с описана около него окръжност.
Идолната пластика освен като предмет на култа, може да се разглежда и като обект на изкуството. Някои предмети са изработени с високо майсторство, което показва богат практически опит и високи художествени възможности.
Некрополът на селището си намира на 60 до 100 метра, западно и северозападно
До 1923 година Радинград е с изцяло турско население, останало в страната след Освобождението. Първите български заселници идват от село Дряновец, Разградска област. Между тях са семействата на Пеньо Матев, Руси Кехайов, Стефан Иванчев и др.
Християнски родове от заселили се през XX век от село Дряновец:
1. Кехайовци, начело с дядо Руси, синове Пеньо, Стефан, Цоньо и две дъщери;
2. Дели Пеньовци, начело с дядо Пени и синове Коци, Матьо, Атанас и Марин и дъщери общо 30 души;
3. Кючкьовци, начело с дядо Стоян, Кръстьо, дъщеря Рада и внуци;
4. Иванчовци, начело с дядо Стефан и синове Иван, Стойчо и дъщери общо 14 души.
5. Дренчулолар, начело с дядо Иван и синове Ради, Иван, Митьо и Тодор и дъщери общо 25 души.
6. Шарапчъолулар, начело с дядо Таназ и синове Атанас, Стоян и дъщери 14 души.
7. Ицколулар, начело с дядо Минко, син Неделчо и дъщери Стоянка и Василка.
8. Боньовци, начело с дядо Стефан, синове Васил, Митьо и дъщери
9. Карагьозлер, начело с дядо Стоян, синове Коста, Пано, Стоян и внуци общо 14 души.
10. Шишковци, начело с дядо Янко, синове Иван, Добри, Димитър и дъщери
11. Никола Радев с дъщерите си Гинка и Надка
12. Минковци, заселват се то с. Осенец, начело с дядо Петко, синове Минко, Петко, Станчо и дъщери
13. Христо Колев – дядо Христо и син Стефан
14. Трайковци, начело с дядо Енчо и син Трайко.
Добруджанци:
Иван-сребърчето с дъщеря Ангелина.
Йордан Ставрозов, с много синове, един от тях е Съби и дъщеря Веса.
Добруджан Руси с дъщери Величка, Марийка и Тодорка.
Кюсчолулар, начело с дядо Санди, синове Йордан, Димитър, Гани и Тодор.
Гавазовци начело с дядо Тодор, синове Спас и Матей.
Дочо Димов със син Панчо и дъщеря Цонка.
През XVIII и XX век съществуват и няколко мохамедански рода: Мюлюмачевски, Сюлманлар, Тамикяр, Ходжалар, Караманльовци, Тахирлер, Чифтлер, Енгелеклер, Расимляр, Саидоларъ, Илязлар, Джемаллар, Карафеим, Гакчълар, Хамдиолулар, Феимолулар, Топалшабановци, Мюстедеплер, Хаджиолулар.
Голяма част от християните и мюсюлманите след 1944 г. се изселиха.

## Население
Численост на населението според преброяванията през годините:
| \| Година на преброяване \| Численост \| \| --------------------- \| --------- \| \| 1934 \| 559 \| \| 1946 \| 558 \| \| 1956 \| 546 \| \| 1965 \| 478 \| \| 1975 \| 542 \| \| 1985 \| 432 \| \| 1992 \| 303 \| \| 2001 \| 292 \| \| 2011 \| 262 \| \| 2021 \| 242 \| |           |
| Година на преброяване | Численост |
| 1934 | 559       |
| 1946 | 558       |
| 1956 | 546       |
| 1965 | 478       |
| 1975 | 542       |
| 1985 | 432       |
| 1992 | 303       |
| 2001 | 292       |
| 2011 | 262       |
| 2021 | 242       |

### Етнически състав
Преброяване на населението през 2011 г.
Численост и дял на етническите групи според преброяването на населението през 2011 г.:
|                     | Численост | Дял (в %) |
| Общо                | 262       | 100.00    |
| Българи             | 41        | 15.64     |
| Турци               | 217       | 82.82     |
| Цигани              | 0         | 0.00      |
| Други               |           |           |
| Не се самоопределят |           |           |
| Неотговорили        | 2         | 0.76      |

## Редовни събития
„История на село Радинград, област Разградска, България през вековете на цивилизованото човечество“ автор Станчо Петков Минков, Разград 2007 г.
6 май е официален празник на селото. Всички жители се събират в местността Крушака прави се курбан от агнета и се вият пъстри люлки.

## Други
ЗПК „Изгрев“ – с. Радинград разполага с овощни градини от вишни сорт „Облачинска“, кайсии и сини сливи сорт „Стенлей“.
В селото няма училище и детска градина поради естествената му близост с града. Децата ходят на училище в Разград със специален автобус.
В Радинград има два хранителни магазина. В селото има и джамия, имало е и църква, но тя се е съборила. В селото няма лекарски кабинет. Жителите изповядват християнство и ислям.